# Tricentrus orientalis
Tricentrus orientalis är en insektsart som beskrevs av William D. Funkhouser 1935. Tricentrus orientalis ingår i släktet Tricentrus och familjen hornstritar. Inga underarter finns listade i Catalogue of Life.